# 散国
散宜生于周文王之时归附于周，他就是西周散国的始祖，其封地应该在散关一带。在西周时期，散国与夨国相邻，两国有联姻关系也存在斗争。著名的散氏盘就记载了散夨两国因战争和议进行的土地割让协议。关于散国的姓氏现在还存在争议，有人认为可能是姬姓。